# Condado de Showt
El condado de Showt (en persa: شهرستان شوط) es un condado de la provincia iraní de Azerbaiyán Occidental. La capital del condado es Showt. Según el censo de 2016, la población del condado era de 55.682 personas, en 15.756 familias. El condado se subdivide en dos distritos el Distrito Central y Distrito Qarah Qoyun.